# Crew Dragon Endurance
Crew Dragon Endurance (Dragon C210) è una navetta spaziale per il trasporto dell'equipaggio della serie Crew Dragon prodotto da SpaceX e costruito nell'ambito del Commercial Crew Program (CCP) della NASA. È stata utilizzata per la prima volta sulla missione Crew-3 che è stata lanciata il 11 novembre 2021, trasportando quattro membri della Expedition 66 alla Stazione spaziale internazionale (ISS).

## Storia
Il 7 ottobre 2021 alla Dragon C210 venne dato il nome "Endurance". Il comandante della Crew-3, Raja Chari, affermò che il nome era stato scelto per onorare i team di SpaceX e della NASA che avevano costruito il veicolo spaziale e addestrato gli astronauti, soprattutto nel difficile periodo durante la pandemia di COVID-19. Inoltre il nome onorava Endurance, la nave usata dall'esploratore Shackleton nella Spedizione Endurance. La nave affondò nel 1915 dopo essere rimasta bloccata dal ghiaccio prima di poter raggiungere l'Antartide e venne ritrovata sul fondale del Mare di Weddell nel marzo 2022 mentre la Crew-3 si trovava in orbita.

## Voli
Di seguito la lista dei voli che ha effettuato e che effettuerà la navicella Crew Dragon Endurance.
| Missione | Patch | Data di lancio (UTC)   | Data di atterraggio (UTC) | Equipaggio                                                           | Durata     | Osservazioni                                                                              | Risultato |
| -------- | ----- | ---------------------- | ------------------------- | -------------------------------------------------------------------- | ---------- | ----------------------------------------------------------------------------------------- | --------- |
| Crew-3   |       | 11 novembre 2021, 2:03 | 6 maggio 2022, 04:43      | Raja Chari Thomas Marshburn Matthias Maurer Kayla Barron             | 174 giorni | Missione di lunga durata, ha trasportato i quattro membri della Expedition 66 sulla ISS.  | Riuscito  |
| Crew-5   |       | 5 ottobre 2022, 16:00  | 12 marzo 2023, 02:02      | Nicole Mann Josh Cassada Koichi Wakata Anna Kikina                   | 157 giorni | Missione di lunga durata, ha trasportato quattro dei membri dell'Expedition 68 sulla ISS. | Riuscito  |
| Crew-7   |       | 26 agosto 2023, 07:27  | 12 marzo 2024, 09:47      | Jasmin Moghbeli Andreas Mogensen Satoshi Furukawa Konstantin Borisov | 199 giorni | Missione di lunga durata, ha trasportato quattro dei membri dell'Expedition 70 sulla ISS. | Riuscito  |
| Crew-10  |       | 14 marzo 2025, 23:03   | 9 agosto 2025, 15:33      | Anne McClain Nichole Ayers Takuya Ōnishi Kirill Peskov               | 148 giorni | Missione di lunga durata, ha trasportato quattro dei membri dell'Expedition 73 sulla ISS. | Riuscito  |